# BES-dollar
De BES-dollar is een serie herdenkingsmunten in Caribisch Nederland. De naam verwijst naar Bonaire, Sint Eustatius en Saba (BES) die samen Caribisch Nederland vormen en de op de eilanden ingevoerde Amerikaanse dollar.
Er zijn twee BES-dollars uitgegeven. De eerste werd begin 2011 uitgegeven als herdenking aan de invoering van de Amerikaanse dollar als wettig betaalmiddel per 1 januari 2011 als opvolger van de Antilliaanse gulden. De tweede werd begin 2013 uitgegeven bij de aankondiging van de abdicatie van koningin Beatrix. De penningen zijn officieel geen wettig betaalmiddel maar worden wel wijdverspreid geaccepteerd in het betalingsverkeer met een nominale waarde van 1 dollar. Ze werden door de De Nederlandsche Bank uitgegeven en geslagen bij de Koninklijke Nederlandse Munt met identieke maten en gelijksoortige kleur als 1 Amerikaanse dollar.
Op de herdenkingspenning ter gelegenheid van de invoering van de dollar staan de bergen de Brandaris (Bonaire), The Quill (Sint Eustatius) en Mount Scenery (Saba) en drie vogels, de flamingo, de pelikaan en de keerkringvogel, die in Caribisch Nederland voorkomen en de namen van de drie eilanden. Deze penning werd voor € 17,50 verkocht.
Op de herdenkingsmunt voor de abdicatie staat een dubbelportret van koningin Beatrix en prins Willem-Alexander en de aankondigingsdatum 28 januari 2013. De oplage van deze tweede penning was vierduizend stuks.
Gulden herdenkingsmunten:

Dubbelkop 1980 · Unie van Utrecht · Voetbalvijfje

Nederlandse euro-herdenkingsmunten:

herdenkingsmunten van € 2: Erasmusmunt · Dubbelkop Beatrix-Willem-Alexander · 200 jaar koninkrijk

meerwaardeherdenkingsmunten:

Zilveren vijfjes: Vincent van Gogh Vijfje · Europamunt · Koninkrijksmunt · Vredes Vijfje · Belasting Vijfje · Australië Vijfje · Rembrandt Vijfje · Michiel de Ruyter Vijfje · Architectuur Vijfje · Manhattan Vijfje · Japan Vijfje · Max Havelaar Vijfje · Waterland Vijfje · Schilderkunst Vijfje · Muntgebouw Vijfje · WNF Vijfje · Tulpen Vijfje · Beeldhouwkunst Vijfje · Grachtengordel Vijfje · Vrede van Utrecht Vijfje · Rietveld Vijfje · Vredespaleis Vijfje · De Nederlandsche Bank Vijfje · Van Nelle Vijfje · Waterloo Vijfje · Wadden Vijfje · Jheronimus Bosch Vijfje · Stelling van Amsterdam Vijfje · Johan Cruijff Vijfje · Fanny Blankers-Koen Vijfje · Schokland Vijfje · Wageningen Universiteit Vijfje · Luchtvaart Vijfje · Beemster Vijfje · Market Garden Vijfje · Jaap Eden Vijfje

Zilveren tientjes: Huwelijksmunt · Geboortemunt · Jubileummunt · Koningstientje · Verjaardagstientje
Caribisch Nederland: BES-dollar (2011, 2013)